# Glossophage de Pallas
Glossophaga soricina
Espèce
Répartition géographique
Statut de conservation UICN

 LC  : Préoccupation mineure
Le Glossophage de Pallas (Glossophaga soricina) est une espèce de chauve-souris de la famille des Phyllostomidae. On la trouve en Amérique centrale et du Sud.

## Description

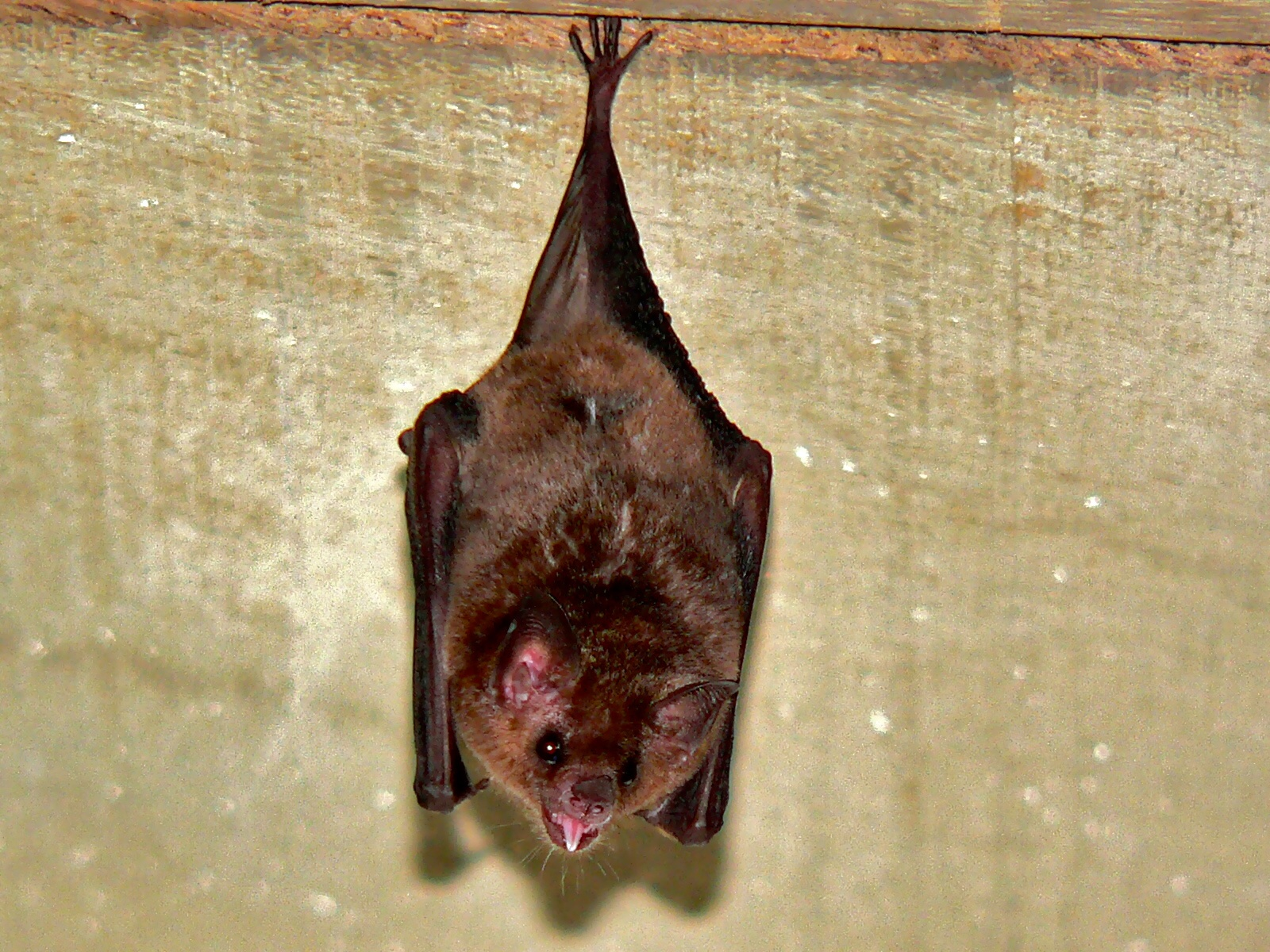
Glossophaga soricina (Parc national Santa Rosa, Costa Rica)

## Écologie et comportement
Elle a le métabolisme le plus rapide jamais enregistré chez les mammifères, similaire à celui des colibris. Bien qu'elle emploie 50 % de sa graisse stockée en un jour, plus de 80 % de son énergie vient directement des simples sucres qui composent son régime alimentaire de nectar, sans être stocké sous quelque forme que ce soit.
Le glossophage de Pallas est incapable de détecter les couleurs mais perçoit les ultra-violets, qui l'aident notamment à repérer les fleurs où il se nourrit, et qu'il pollinise.
Elle peut retourner ses ailes pour avoir une portance avec une faible fréquence de battement, ce qui lui permet de butiner le nectar de fleurs.